# Dendrobium chryseum
Dendrobium chryseum là một loài thực vật có hoa trong họ Lan. Loài này được Rolfe mô tả khoa học đầu tiên năm 1888.

## Hình ảnh

- Tập tin:Dendrobium chryseum (as Dendrobium clavatum Wall.) - Curtis' 114 (Ser. 3 no. 44) pl. 6993 (1888).jpg